# Santa Maria del Buon Consiglio (titre cardinalice)
Ne doit pas être confondu avec Église Santa Maria del Buon Consiglio (homonymie).
Le titre cardinalice Santa Maria del Buon Consiglio (en latin : Titulus Beatæ Mariae Virginis Boni Consilii) a été établi par le pape François le 28 novembre 2020.
Il est attaché à l'église homonyme, Santa Maria del Buon Consiglio a Porta Furba, qui a été construite en 1916 sur les plans de l'architecte Costantino Sneider.  

## Liste des titulaires du titre
- Augusto Paolo Lojudice (depuis 2020)